# Bruno Tubarão
Bruno Nunes de Barros, mais conhecido como Bruno Tubarão (Rio de Janeiro, 28 de março de 1995), é um futebolista brasileiro que atua como ponta-esquerda e meia-atacante. Atualmente joga pelo Ceará.

## Carreira

### Antecedentes
Nascido no Rio de Janeiro, Bruno começou sua carreira nas categorias de base do Nova Iguaçu, aonde ficou até 2013, sendo depois transferido à Cabofriense, aonde se profissionalizou após se destacar no Campeonato Carioca Sub-20 de 2015. Jogando apenas 7 partidas na sua primeira passagem pelo clube. Chegou à ser emprestado para o Madureira, mas jogou nenhuma partida e foi dispensado em julho de 2016.

### Retorno à Cabofriense
No final de 2016, após retornar à Cabofriense, Bruno recebeu uma proposta do clube Cape Town City, da África do Sul, mas optou por seguir no time de Cabo Frio. Estreou no seu retorno em 11 de fevereiro de 2017, entrando como substituto em uma vitória fora de casa por 4 a 0 sobre o Tigres do Brasil, pelo Campeonato Carioca de 2017.
Seu primeiro gol profissional aconteceu em 4 de março, marcando o segundo gol da Cabofriense em uma vitória em casa por 3 a 1 sobre o Tigres do Brasil, pelo Campeonato Carioca de 2017. Na sua segunda passagem pelo clube, fez 3 partidas e marcou dois gols.

### Sampaio Corrêa-RJ
Em 19 de abril de 2017, Bruno foi emprestado ao Sampaio Corrêa-RJ. Estreou pelo clube em 31 de maio, entrando como substituto em uma vitória em casa por 1 a 0 sobre o Barcelona-RJ, pelo Campeonato Carioca de 2017 - Série B1. Seu primeiro e único gol pelo clube aconteceu em 12 de agosto, marcando o segundo gol de um empate em casa por 2 a 2 com o Duque de Caxias.
Pelo Sampaio Corrêa-RJ, fez 14 partidas e marcou um gol.

### Segundo retorno à Cabofriense
Após disputar o Campeonato Carioca de 2017 - Série B1 pelo Sampaio Corrêa-RJ, Bruno retornou à Cabofriense. Fez sua reestreia pelo clube em 20 de dezembro de 2017, entrando como titular em uma vitória por 3 a 0 sobre o Resende, pelo Campeonato Carioca de 2018. Fez seu primeiro gol após seu retorno em 11 de março de 2018, em uma vitória fora de casa por 2 a 1 sobre a Portuguesa-RJ.
Na sua terceira passagem pela Cabofriense, Bruno fez 16 partidas e marcou um gol.

### Boa Esporte
Em 19 de março de 2018, Bruno foi emprestado ao Boa Esporte até o final da temporada. Fez sua estreia em 14 de abril, entrando como substituto em uma derrota fora de casa para o Londrina, pela Série B de 2018. Seu primeiro e único gol aconteceu em 3 de novembro, marcando o único gol da equipe em uma derrota fora de casa por 2 a 1 para o CRB.
Apesar do rebaixamento do Boa Esporte na Série B de 2018, fez 32 partidas e marcou um gol.

### Red Bull Brasil
Após decidir não renovar com a Cabofriense, Bruno Tubarão foi transferido ao Red Bull Brasil em 21 de dezembro de 2018. Estreou pelo clube no dia 20 de janeiro, entrando como substituto em um empate em casa por 1 a 1 contra o Palmeiras, pelo Campeonato Paulista de 2019. Fez seu primeiro gol pelo clube em 30 de janeiro, em uma vitória fora de casa por 2 a 0 sobre o Corinthians.
Pelo Red Bull Brasil, fez 14 partidas e marcou dois gols.

### Red Bull Bragantino
Tornou-se jogador do Bragantino quando o Red Bull Brasil se fundiu com o Bragantino em abril de 2019 e posteriormente, seria formado o Red Bull Bragantino no ano seguinte. Estreou no dia 26 de abril, começando como titular em uma vitória fora de casa contra o Brasil de Pelotas por 1 a 0, mesmo jogo aonde marcou o seu primeiro gol pela nova equipe e o único da partida, pela Série B de 2019.
Renovou seu vínculo com o clube em 1 de outubro de 2019, por um contrato até dezembro de 2021.

## Títulos
Red Bull Brasil
- Campeonato Paulista do Interior: 2019

Red Bull Bragantino
- Campeonato Brasileiro - Série B: 2019
- Campeonato Paulista do Interior: 2020

Atlético-GO
- Campeonato Goiano: 2023 e 2024